# Wil (Aargau)
Wil (AG) is een plaats en voormalige gemeente in het Zwitserse kanton Aargau en maakt sinds 1 januari 2010 deel uit van de gemeente Mettauertal in het district Laufenburg.

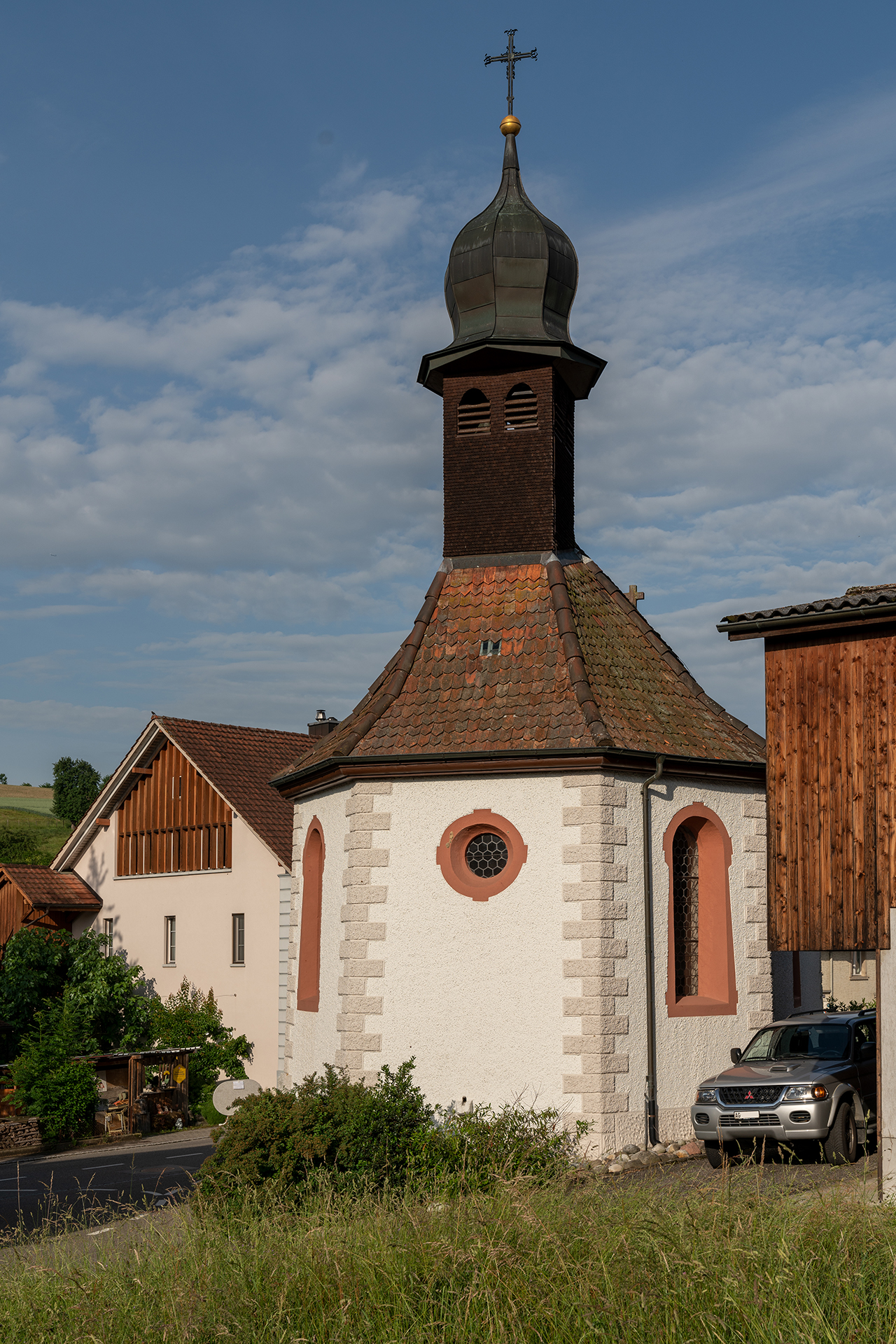
St. Wendelinskapel te Wil

Etzgen · Hottwil · Mettau · Oberhofen · Wil
- Gemeinsame Normdatei: 16076153-0
- Historisch woordenboek van Zwitserland: 001752